# Dysauxes
Dysauxes este un gen de insecte lepidoptere din familia Arctiidae.

## Specii[1]
- Dysauxes abundans
- Dysauxes afghanica
- Dysauxes ancilla
- Dysauxes ancillaeides
- Dysauxes autumnalis
- Dysauxes bipuncta
- Dysauxes bipunctata
- Dysauxes bisjuncta
- Dysauxes burgeffi
- Dysauxes cambouei
- Dysauxes danieli
- Dysauxes dapravata
- Dysauxes famula
- Dysauxes florida
- Dysauxes haberhaueri
- Dysauxes herthina
- Dysauxes hyalina
- Dysauxes imperfecta
- Dysauxes impuncta
- Dysauxes innotata
- Dysauxes inops
- Dysauxes inornata
- Dysauxes juncta
- Dysauxes kaschmiriensis
- Dysauxes lacrimans
- Dysauxes minuta
- Dysauxes modesta
- Dysauxes obscura
- Dysauxes ochrea
- Dysauxes ochreapuncta
- Dysauxes parvigutta
- Dysauxes perroti
- Dysauxes pluripuncta
- Dysauxes pontica
- Dysauxes pseudofamula
- Dysauxes pseudohyalina
- Dysauxes pseudopunctata
- Dysauxes pseudoservola
- Dysauxes punctata
- Dysauxes punctilla
- Dysauxes quadrioculata
- Dysauxes quadripuncta
- Dysauxes quadripunctata
- Dysauxes quinquemacula
- Dysauxes ragusaria
- Dysauxes scortea
- Dysauxes semidiaphana
- Dysauxes separata
- Dysauxes serva
- Dysauxes servula
- Dysauxes servulina
- Dysauxes silvatica
- Dysauxes sketschana
- Dysauxes syntomidalis
- Dysauxes taurica
- Dysauxes tripuncta
- Dysauxes tripunctata
- Dysauxes virago